# بسنت شوقي
بسنت شوقي (14 ديسمبر 1983 - ) ممثلة مصرية. درست إدارة الأعمال في الجامعة الأمريكية. سافرت في عام 2009 إلى الأرجنتين للمشاركة في برنامج Fear Factor Xtreme.
في عام 2012 التحقت بدورة تدريبية في ستوديو ماجي فلانيجان في مدينة نيويورك، واتجهت بسنت للتمثيل عام 2013 حيث شاركت في بطولة مسلسل «اسم مؤقت».

## المشوار الفني
بدأت مسيرتها في مجال التمثيل في عام 2011 من خلال العرض المسرحي (حكاوي التحرير) مع المخرجة سندس شبايك، والتحقت في نفس العام بورش تدريبية في التمثيل مع أحمد كمال ومروة جبريل، كما التحقت في العام التالي بدورة تدريبية في ستوديو ماجي فلانيجان في مدينة نيويورك. اتجهت بسنت للتمثيل في السينما والتليفزيون في عام 2013، حيث شاركت خلال هذا العام في بطولة مسلسل (اسم مؤقت)، ونالت في نفس العام أول بطولة سينمائية لها من خلال فيلم (أسرار عائلية) بعد اكتشاف المخرج هاني فوزي لها.
ثم توالت مشاركتها في أشهر الأعمال الفنية مثل «تحت السيطرة، ستيفا، سقوط حر، نيللي وشريهان، أرض جو، الحالة ج، كلبش 2».

## حياتها الخاصة
تزوجت يوم 6 مايو 2022 من الممثل المصري محمد فراج، في حفل امتد لمدة يومين بمدينة الغردقة.

## أعمالها

### أفلام
- أسرار عائلية: 2013 - أمنية
- كدبة بيضا (مصركاني): 2018
- تراب الماس: 2018 - ناهد
- لما بنتولد: 2019
- بعلم الوصول: 2019 - منى
- فوى فوى فوى 2023 - بسمه
- أهل الكهف: 2024 سونيا

### مسلسلات
| وتقابل حبيب 2025 - لحم غزال: 2021 - تونة - ليه لأ: 2020 - نانسي - نمرة اتنين: 2020 - ونسني: 2020 - فرح - أنا شيري دوت كوم: 2019 - مي | - قابيل: 2019 - سلمى - كلبش 3: 2019 - سماح - كلبش 2: 2018 - سماح - أرض جو: 2017 - بيري - الحالة ج: 2017 - دكتورة سناء - سابع جار: 2017 - آية | - سقوط حر: 2016 - هدى الحامولى - نيللي وشريهان: 2016 - سو - إستيفا: 2015 - ريتا (حلقة 19 و 20) - تحت السيطرة: 2015 - بيري - اسم مؤقت: 2013 |

### برنامج
- هزر فزر:2020- ضيفة
- صاحبة السعادة: 2014- ضيفة

## وصلات خارجية
- بسنت شوقي على موقع IMDb (الإنجليزية)
- بسنت شوقي على موقع الدهليز
- بسنت شوقي على موقع قاعدة بيانات الأفلام العربية